# Якобень (Ботошань)
Якобень, Якобені (рум. Iacobeni) — село у повіті Ботошані в Румунії. Входить до складу комуни Динджень.
Село розташоване на відстані 385 км на північ від Бухареста, 22 км на північний схід від Ботошань, 93 км на північний захід від Ясс.

## Населення
За даними перепису населення 2002 року у селі проживали 1148 осіб. Рідною мовою 1144 особи (99,7%) назвали румунську.
Національний склад населення села:
| Національність | Кількість осіб | Відсоток |
| -------------- | -------------- | -------- |
| румуни         | 1131           | 98,5%    |
| цигани         | 17             | 1,5%     |